# Friedrich Lüthi
Friedrich Lüthi (født 19. december 1850, død 16. marts 1913) var en schweizisk skytte som deltog i OL 1900 i Paris.
Lüthi blev olympisk mester i skydning under OL 1900 i Paris. Han vandt i holdkonkurrencen i 50 m pistol.
De andre på holdet var Conrad Karl Röderer, Konrad Stäheli, Louis Richardet og Paul Probst.